# Stephen Fox (2e baron Holland)
Stephen Fox, 2e baron Holland (20 février 1745 – 26 décembre 1774), est brièvement un pair britannique.

## Biographie
Il est le fils aîné de Henry Fox et de son épouse, Georgiana Caroline Lennox. Stephen et son frère cadet, Charles James Fox, causent beaucoup de soucis à leurs parents, en raison de leurs activités de jeu et d'autres habitudes. Il fait ses études au Collège d'Eton et le 20 avril 1766, se marie à Lady Mary FitzPatrick, une fille de John FitzPatrick (1er comte d'Upper Ossory). Lorsque son père meurt le 1er juillet 1774, Stephen hérite de son titre et de sa mère, à sa mort trois semaines plus tard. Stephen Fox lui-même meurt cinq mois plus tard, et ses titres passent à son fils, Henry.